# Río Pra (afluente del Piloña)
El río Pra es un río del norte de España que discurre por el Principado de Asturias. En algunos mapas figura como río Fuensanta.

## Curso
Nace en la Sierra de Baluga, a 800 metros de altitud, en la parroquia yerbata de San Emeterio. Transcurre en Bimenes por Rozadas, Martimporra y San Julián en este concejo y entra en Nava por Priandi. En este concejo atraviesa Priandi, Grátila, Piloñeta (donde recibe las aguas del río La Peña, también rico antaño en molinos de agua) y Fuensanta. Tras un paso efímero por la parroquia de Tresali donde recibe las aguas del Pendón, se adentra en la de Ceceda, donde tras su curso por los pueblos de La Cueva y Grandiella (recibiendo entre ambas poblaciones el caudal del río Los Cuervos) confluye en La Vega de Ceceda con el Viao, formando así ambos ríos el río Piloña.
En su curso por Bimenes y aún por Priandi puede apreciarse la presencia antaño de numerosos molinos de agua. De su paso por Nava cabe destacar que entre Piloñeta y Fuentesanta bordea el Palacio de la Ferrería, así como más adelante pasa por la planta embotelladora y antes balneario de Fuensanta.
Todos sus afluentes son recibidos por su margen derecho.

## Fauna
Según muestreos de pesca eléctrica acometidos entre los años 1997 y 2019, referencias bibliográficas y comunicaciones orales fidedignas, en el río Pra se han detectado especímenes de anguila y salmón.